# Edificio de la Aduana de Montevideo
El Edificio de la Aduana de Montevideo es la principal sede de la Dirección Nacional de Aduanas de Uruguay y del Comando Mayor de la Armada Nacional. El mismo se encuentra ubicado en la ciudad de Montevideo sobre la Rambla 25 de agosto de 1825 dentro del recinto portuario de Montevideo.

## Construcción
A fines del año 1922, se llamó a concurso público de anteproyectos para la construcción de un edificio, el cual albergará a la Aduana Nacional. Dicho concurso  falló el 10 de marzo de 1923, en el llamado se presentaron un total de 19 proyectos y el jurado estuvo integrado por el presidente del Consejo de Administración del Puerto; el director general de Aduanas; el presidente del Consejo Nacional de Higiene, el capitán general de Puertos y los Arquitectos Alfredo Jones Brown, Jacobo Vázquez Varela, Horacio Acosta y Lara, Juan Giuria y Raúl Faget. El proyecto ganador sería el de un joven de 26 años, el arquitecto Jorge Herrán.
La fundamentación que esgrimió el jurado para elegir la solución ganadora, encierra un juicio realmente laudatorio para la misma: "Este proyecto presenta un conjunto de cualidades que lo hacen netamente superior a cualquiera de los otros: entre ellas, la bondad de su distribución general, una gran sencillez y correspondencia que facilitarán la construcción, fachada cuyo estilo se adapta a la finalidad del edificio y a las condiciones del programa".
El edificio de estilo art deco es finalmente inaugurado en 1931. Tiene un total de 38 metros de altura, seis pisos  y una amplia torre de 62 metros de altura, coronada por una cúpula de vidrio.

## Galería

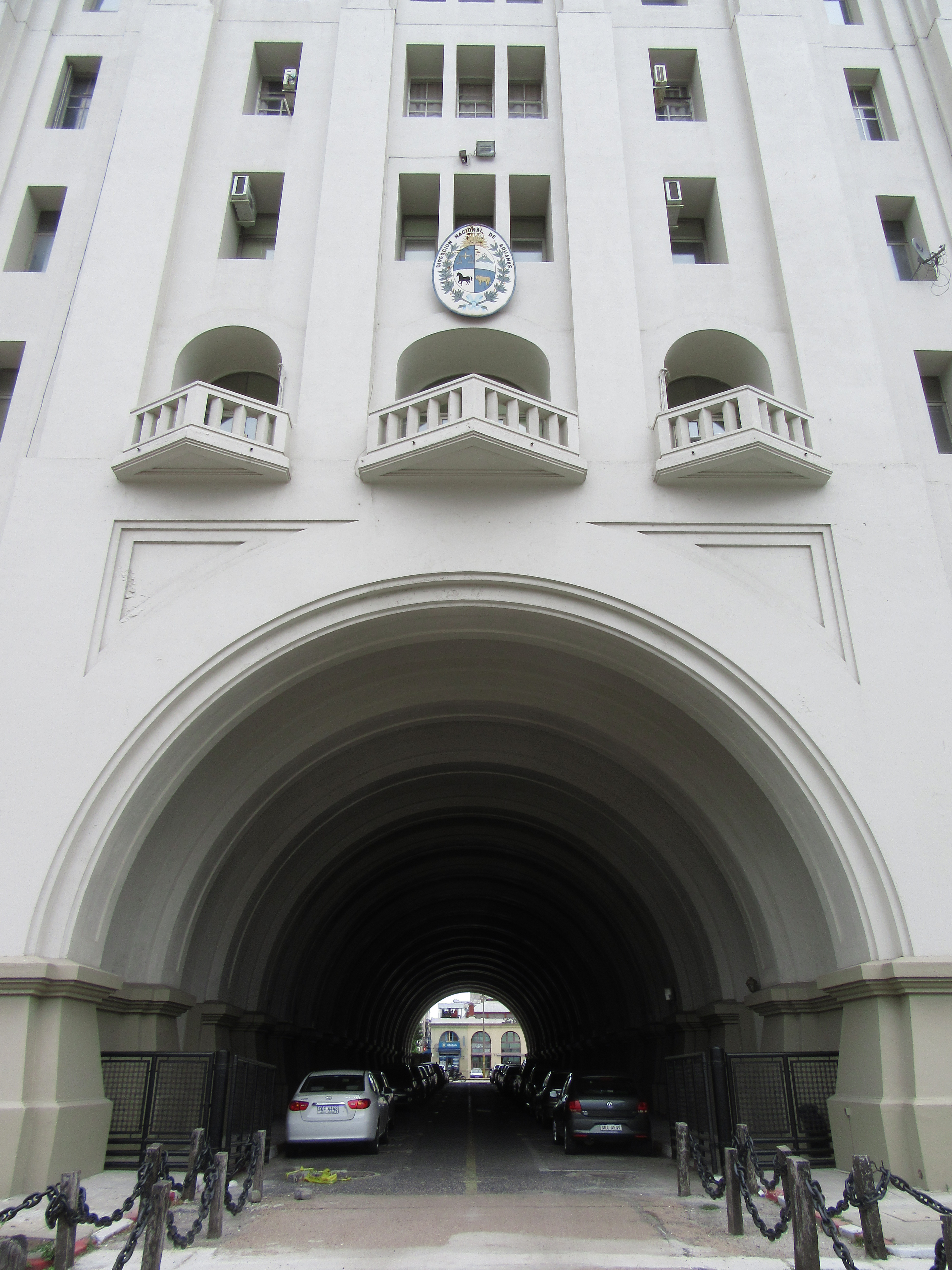
Túnel vehicular
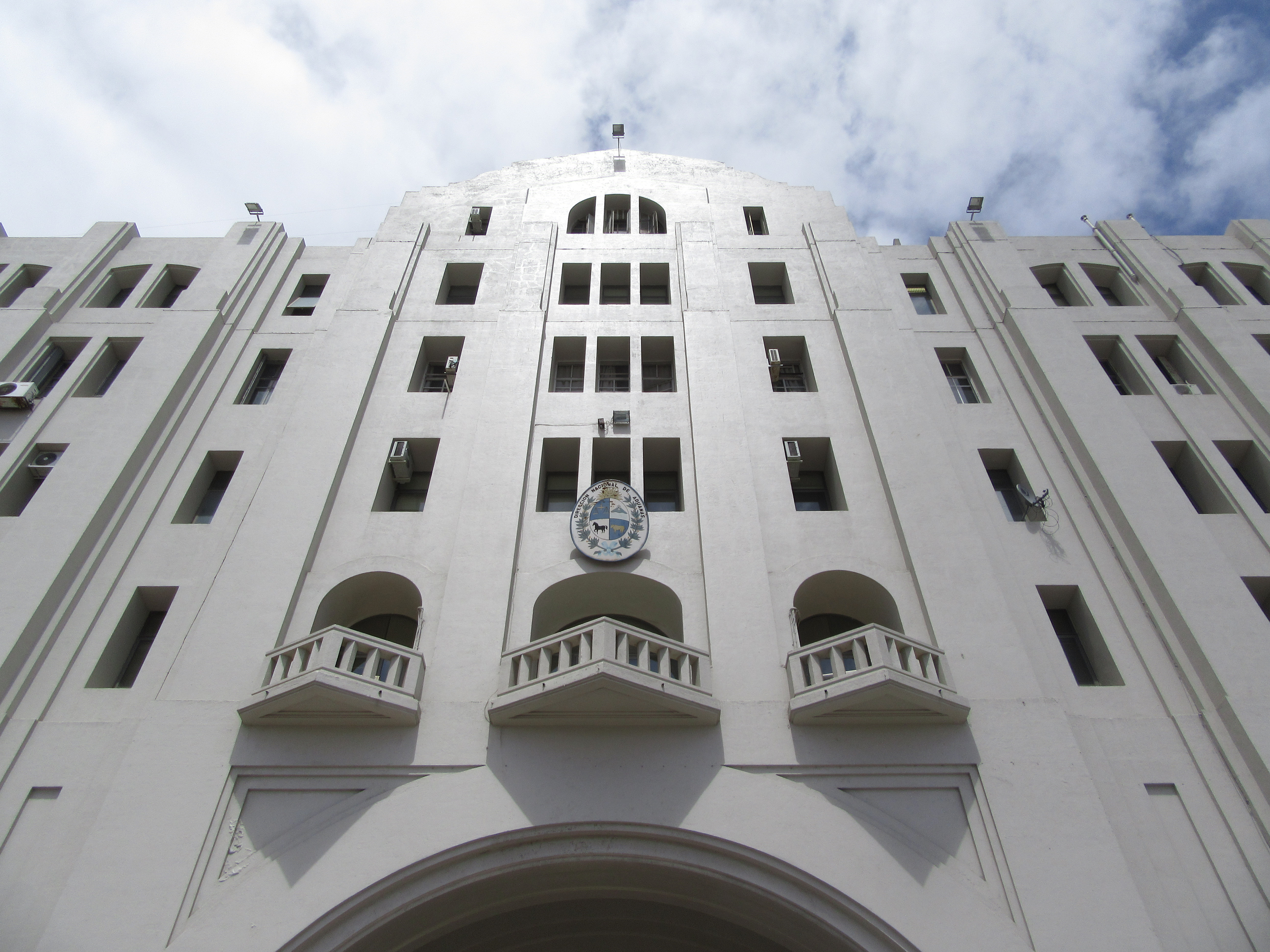
La fachada desde el nivel de la calle
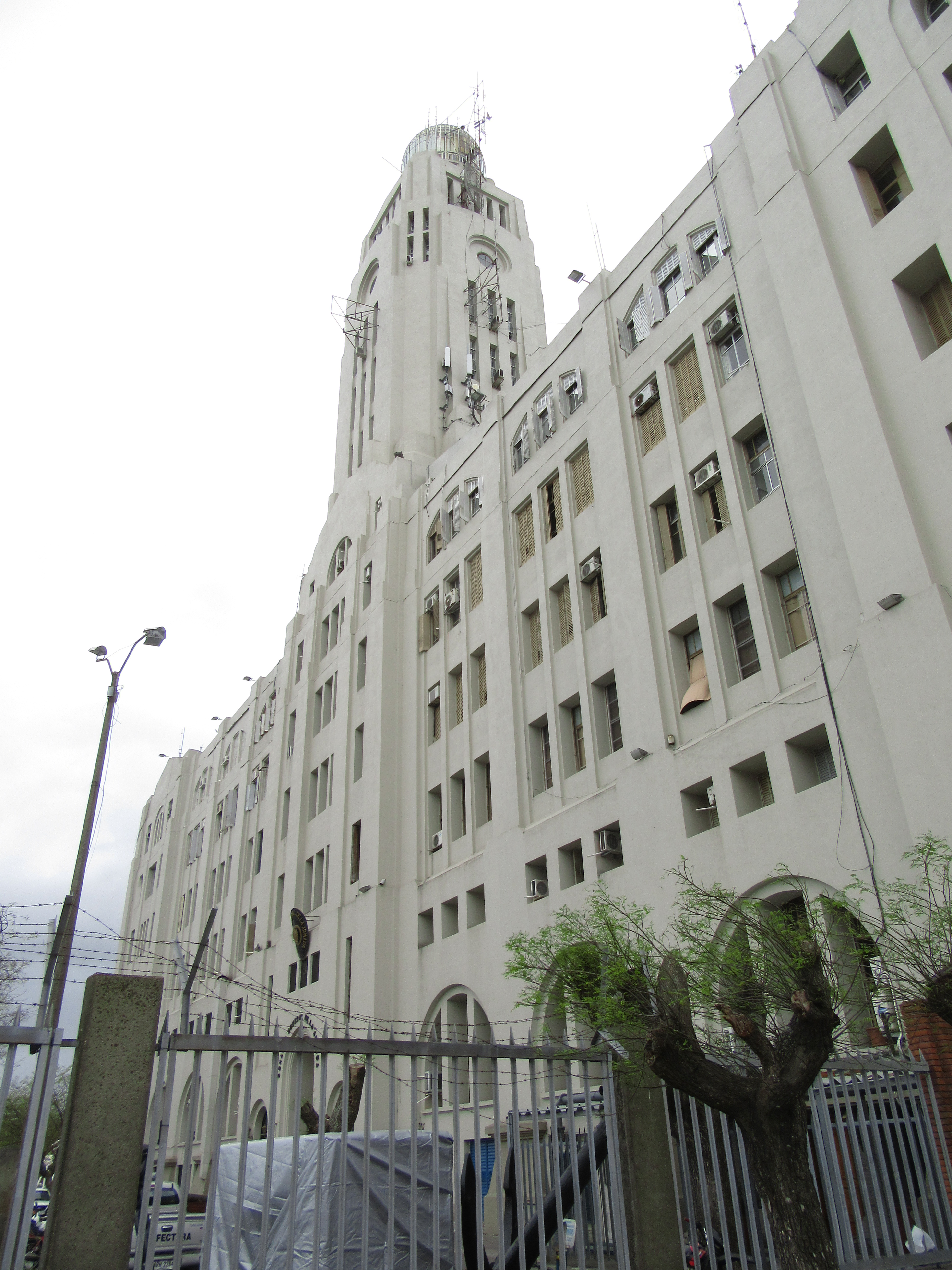
La icónica torre central